# Liste der Baudenkmäler in Dittelbrunn
Auf dieser Seite sind die Baudenkmäler in der unterfränkischen Gemeinde Dittelbrunn zusammengestellt. Diese Tabelle ist eine Teilliste der Liste der Baudenkmäler in Bayern. Grundlage ist die Bayerische Denkmalliste, die auf Basis des Bayerischen Denkmalschutzgesetzes vom 1. Oktober 1973 erstmals erstellt wurde und seither durch das Bayerische Landesamt für Denkmalpflege geführt wird. Die folgenden Angaben ersetzen nicht die rechtsverbindliche Auskunft der Denkmalschutzbehörde.
 Diese Liste gibt den Fortschreibungsstand vom 9. August 2024 wieder und enthält 44 Baudenkmäler.

## Baudenkmäler nach Gemeindeteilen

### Dittelbrunn
| Lage                                                                                   | Objekt                                                         | Beschreibung | Akten-Nr.              | Bild           |
| -------------------------------------------------------------------------------------- | -------------------------------------------------------------- | --- | ---------------------- | -------------- |
| Am Marienbach 1; Sankt-Rochus-Straße 2 (Standort)                                      | Kirchturm der ehemaligen katholischen Kuratiekirche St. Rochus | Im Kern mittelalterlicher Turm, Massivbau mit spitzbogigen Öffnungen und Spitzhelm | D-6-78-123-1 Wikidata  | weitere Bilder |
| Dreigass, Ecke Hauptstraße (Standort)                                                  | Bildhäuschen                                                   | Mit Muttergottes, neuromanisch, 19. Jahrhundert | D-6-78-123-4 Wikidata  | Bildhäuschen   |
| Hauptstraße 63 (Standort)                                                              | Fragmente eines Christuskorpus                                 | Sandstein, 18. Jahrhundert | D-6-78-123-39 Wikidata | BW             |
| Hauptstraße, bei Nr. 76, 76 a, auf der Hofmauer (Standort)                             | Bildstockaufsatz                                               | Rechteckiger Aufsatz mit Darstellung der Kreuzigung Christi, Sandstein, 17. Jahrhundert | D-6-78-123-2 Wikidata  | weitere Bilder |
| Sankt-Rochus-Straße 5, Konrad-Kamm-Straße 17 (Standort)                                | Katholisches Pfarrzentrum Sankt Rochus                         | Saalbau mit mächtigem Satteldach und Freitreppenanlage, Chor- und westliche Giebelwand mit umlaufendem Lichtfries, Decke mit gefalteter holzverkleideter Untersicht; nördlicher Anbau mit Werktagkapelle (1988 erweitert), Sakristei und Gemeinderaum; Campanile aus Betonteilen auf kreuzförmigen Grundriss und eingefügtem Läuthaus, 1967–1968 von Andreas Marquart unter Mitarbeit von Dieter Marquart, mit Ausstattung | D-6-78-123-45 Wikidata | BW             |
| Sankt-Rochus-Straße 5; am Aufgang zur katholischen Kuratiekirche St. Rochus (Standort) | Bildstock                                                      | Aufsatz mit St. Rochus, bezeichnet „1697“, Schaft erneuert | D-6-78-123-38 Wikidata | BW             |
| Sankt-Rochus-Straße 5 (Standort)                                                       | Bildstock                                                      | Mit Tischsockel und polygonalem Schaft, Aufsatz mit Pietà und Vierzehnheiligen, neugotisch, 1864 | D-6-78-123-3 Wikidata  | BW             |

### Hambach
| Lage                                                                | Objekt                                 | Beschreibung | Akten-Nr.              | Bild           |
| ------------------------------------------------------------------- | -------------------------------------- | --- | ---------------------- | -------------- |
| An der Maibacher Straße (Standort)                                  | Wegkreuz                               | Sockel mit Rundbogenmotiv, 19. Jahrhundert                                                                                                 | D-6-78-123-16 Wikidata | weitere Bilder |
| Beim Gries, südlich des Ortes, Nähe des Wasserpumphauses (Standort) | Tabernakelbildstock                    | Eingesetzte Reliefplatte mit Christusfigur, 1920                                                                                           | D-6-78-123-20 Wikidata | BW             |
| Birkigäcker (Standort)                                              | Bildstock                              | Sockel mit Kartusche, rundbogiger Aufsatz mit Relief der Heiligen Dreifaltigkeit, 1756                                                     | D-6-78-123-11 Wikidata | BW             |
| Hambacher Hauptstraße 17 (Standort)                                 | Relief mit den Vierzehn Nothelfern     | Sandstein, um 1830 | D-6-78-123-6 Wikidata  | BW             |
| Herrengasse 4 (Standort)                                            | Kleinhaus                              | Fachwerkbau mit Satteldach auf hohem Kellersockel aus Sandstein, 18. Jahrhundert                                                           | D-6-78-123-48 Wikidata | weitere Bilder |
| Herrengasse 6 (Standort)                                            | Ehemaliges Schulhaus                   | Zweigeschossiger Satteldachbau mit Zwerchhaus-Risaliten und hohem Sockelgeschoss, späthistoristisch, 1902                                  | D-6-78-123-47 Wikidata | weitere Bilder |
| Herrengasse 8 (Standort)                                            | Katholische Kuratiekirche Mariä Geburt | Chorturmkirche, Turm um 1600, Langhaus 1734; mit Ausstattung Pietà, 18. Jahrhundert (in der südlichen Langhauswand) Daneben Kruzifix, 1952 | D-6-78-123-8 Wikidata  | weitere Bilder |
| Hintere Gasse 6 (Standort)                                          | Bildstock                              | Abgeschrägter Sockel mit rundem Schaft, rundbogiger Aufsatz mit Kreuzigung, 1661                                                           | D-6-78-123-12 Wikidata | BW             |
| Kapellenstraße 2 (Standort)                                         | Kapelle                                | Massivbau mit Satteldach und Chorturm, bezeichnet 1912; mit Sandsteinmadonna, 1777; Ecke Ringstraße                                        | D-6-78-123-9 Wikidata  | BW             |
| Kreisstraße SW 8 (Standort)                                         | Wegkreuz                               | 1865, Corpus 1938; Kreisstraße südlich des Ortes                                                                                           | D-6-78-123-18 Wikidata | weitere Bilder |
| Nähe Herrengasse, Ecke Hauptstraße/Herrengasse (Standort)           | Einfriedung                            | Mit Sandsteinsockel und Figur des Heiligen Michael, 1923 von Karl Sattler (München)                                                        | D-6-78-123-42 Wikidata | BW             |
| Nähe Kirchenpfad (Standort)                                         | Friedhof                               | | D-6-78-123-10 Wikidata | BW             |
| Nähe Kirchenpfad (Standort)                                         | Friedhofskreuz                         | 1750 | D-6-78-123-10 Wikidata | weitere Bilder |
| Nähe Kirchenpfad (Standort)                                         | 10 Kreuzwegstationen                   | Sandstein, um 1900 | D-6-78-123-10 Wikidata | BW             |
| Nähe Kirchenpfad (Standort)                                         | Fachwerkschuppen                       | | D-6-78-123-10 Wikidata | weitere Bilder |
| Nähe Kreisstraße SW 8; Oberer Grund; nördlich des Ortes (Standort)  | Wegkreuz                               | Sockel bezeichnet „1862“, Corpus neu | D-6-78-123-21 Wikidata | BW             |
| Nähe Maibacher Straße; Westausgang des Ortes (Standort)             | Wegkreuz                               | Niedriger Sockel bezeichnet „1817“, Corpus 1965                                                                                            | D-6-78-123-17 Wikidata | weitere Bilder |
| Neue Straße (Standort)                                              | Tabernakelbildstock                    | Mit Pietà, Sandstein, 19. Jahrhundert | D-6-78-123-7 Wikidata  | weitere Bilder |
| Ringstraße (Standort)                                               | Bildstock mit den Vierzehn Nothelfern  | 1876 | D-6-78-123-13 Wikidata | BW             |
| Steinbergstraße 2 (Standort)                                        | Bildstock                              | In die Hofmauer integrierter Sockel und Schaft, rundbogiger Aufsatz mit Relief, 1947 (einen Bildstock von 1701 ersetzend)                  | D-6-78-123-14 Wikidata | weitere Bilder |
| Strohgasse (Standort)                                               | Bildstock                              | Tischsockel (erneuert), rundbogiger Aufsatz mit Relief der Pietà, 1733                                                                     | D-6-78-123-15 Wikidata | weitere Bilder |

### Holzhausen
| Lage | Objekt                               | Beschreibung                                                                                    | Akten-Nr.              | Bild           |
| --- | ------------------------------------ | ----------------------------------------------------------------------------------------------- | ---------------------- | -------------- |
| Am Maibacher Weg (Standort)                                                                                | Bildstock                            | Monolithischer Typ, Aufsatz mit Eselsrückenbogen und Kreuzigung, bezeichnet „1608“              | D-6-78-123-24          | weitere Bilder |
| Am Maibacher Weg; zwischen Bäumen an der Straße nach Maibach (Standort)                                    | Wegkapelle                           | Massivbau mit Satteldach und eingezogenem Polygonalchor, historistisch, 1892                    | D-6-78-123-41 Wikidata | BW             |
| Am Mehlbaum; südöstlich des Orts (Standort)                                                                | Bildstock                            | Tischsockel mit polygonalem Schaft, Aufsatz mit Vierzehnheiligen, neugotisch, bezeichnet „1866“ | D-6-78-123-28 Wikidata | BW             |
| Blaue Leite; Kr SW 19; Straße nach Pfersdorf (Standort)                                                    | Bildstock                            | Mit Schutzmantelmadonna und Immaculata, neugotisch, 19. Jahrhundert                             | D-6-78-123-26 Wikidata | BW             |
| Heckenweg 2 (Standort)                                                                                     | Katholische Kuratiekirche St. Kilian | Chorturmkirche, Turm 1608, Langhaus 1736; mit Ausstattung                                       | D-6-78-123-22 Wikidata | weitere Bilder |
| Heerstraße; Märzstück; Abzweigung der Straße nach Holzhausen von der Straße Hambach–Pfändhausen (Standort) | Kreuzschlepper                       | Freifigur auf rundem Schaft, mit Pietà-Relief, bezeichnet „1741“                                | D-6-78-123-30 Wikidata | BW             |
| nahe Friedhofstraße (Standort)                                                                             | Friedhofskreuz                       | Sandstein, 19. Jahrhundert                                                                      | D-6-78-123-43 Wikidata | weitere Bilder |
| nahe Friedhofstraße (Standort)                                                                             | Kreuzwegstationen                    | Sandstein, bezeichnet „1848“                                                                    | D-6-78-123-43 Wikidata | weitere Bilder |
| Kaltenhof/Siedlerweg, Ostausgang des Ortes (Standort)                                                      | Tabernakelbildstock                  | Mit Pietà und Kreuzschlepper, bezeichnet „1772“                                                 | D-6-78-123-32 Wikidata | weitere Bilder |
| Am Weiher 1; vor dem „Haus der Bäuerin“ (Standort)                                                         | Kreuzschlepper                       | 1726                                                                                            | D-6-78-123-23 Wikidata | weitere Bilder |
| Poppenhauser Berg, südwestlich vom Ort (Standort)                                                          | Wegkreuz                             | Sandstein, 19. Jahrhundert                                                                      | D-6-78-123-27          | weitere Bilder |
| Vordere Heiligenholzäcker; westlich des Orts (Standort)                                                    | Wegkreuz                             | Sandstein, 19. Jahrhundert                                                                      | D-6-78-123-25          | weitere Bilder |
| östlich vom Ort (Standort)                                                                                 | Wegkreuz                             | Neugotisch, 1883 nicht nachqualifiziert, im Bayerischen Denkmal-Atlas nicht kartiert            | D-6-78-123-31 Wikidata | BW             |
| Weinbergstraße (Standort)                                                                                  | Bildstock                            | Mit Kreuzigungsdarstellung, Sandstein, bezeichnet „1782“                                        | D-6-78-123-29 Wikidata | weitere Bilder |

### Pfändhausen
| Lage                                            | Objekt                                          | Beschreibung | Akten-Nr.              | Bild                                            |
| ----------------------------------------------- | ----------------------------------------------- | --- | ---------------------- | ----------------------------------------------- |
| Blaue Leite; Greßhügelweg (Standort)            | Bildstock                                       | Tischsockel mit rundem Schaft, Aufsatz mit Heiliger Dreifaltigkeit und heiligem Georg, bezeichnet „1866“              | D-6-78-123-35 Wikidata | BW                                              |
| Kirchenstraße 1 (Standort)                      | Katholische Filialkirche St. Antonius von Padua | Saalbau mit eingezogenem Polygonalchor, 1770, mit Ausstattung. Friedhofskreuz, 19. Jahrhundert.                       | D-6-78-123-33 Wikidata | Katholische Filialkirche St. Antonius von Padua |
| Kirchenstraße 3 (Standort)                      | Katholische Filialkirche Heilig Kreuz           | Schlichter Satteldachbau mit Turm, Saalbau mit offenen Dachuntersichten, 1965–1966 von Hans Döllgast, mit Ausstattung | D-6-78-123-46 Wikidata | Katholische Filialkirche Heilig Kreuz           |
| Milchhöfer Straße; auf dem Dorfplatz (Standort) | Bildstock                                       | Runder Schaft mit schlichtem Aufsatz, darauf gusseiserner Corpus Christi, bezeichnet „1856“                           | D-6-78-123-34 Wikidata | BW                                              |
| Milchhöfer Straße; Südrand des Ortes (Standort) | Wegkreuz                                        | Sockel neugotisch, 19. Jahrhundert                                                                                    | D-6-78-123-37 Wikidata | BW                                              |
| Schloßbauernäcker; Rannunger Höhe (Standort)    | Wegkreuz                                        | Sockel bezeichnet „1853“                                                                                              | D-6-78-123-36 Wikidata | weitere Bilder                                  |